# Letališče Varkaus
Letališče Varkaus (IATA: VRK; ICAO: EFVR) je letališče na Finskem, ki primarno oskrbuje Varkaus.